# F 11 IF
F 11 IF var Södermanlands flygflottiljs idrottsförening från Nyköping, mest känd för sitt herrlag i handboll.

## Handboll
F 11 IF spelade i Allsvenskan, nuvarande Handbollsligan, under tre säsonger 1947/1948, 1948/1949 och 1949/1950.